# イーウッド・パーク
イーウッド・パーク（Ewood Park）は、イングランド, ランカシャーのブラックバーンにあるスタジアム。現在は、ブラックバーン・ローヴァーズFCのホームスタジアムとなっている。収容人数は31,367人。

## スタンド
ジャック・ウォーカー・スタンド（The Jack Walker Stand、以前の名称をNuttall Street Stand）現在の建物は1990年完成で座席数11,000。2層構造式のメインスタンド。内部には、ホーとアウェーチームのドレッシングルームとメディアカンファレンス設備が含まれている。スタンド名となっている｢ジャック・ウォーカー｣は、鉄工業で財を成した実業家でブラックバーンの元会長に因む。このスタンド、ブラックバーン・エンドとダーウェン・エンドは同じ高さでデザインも大凡で同じとなっている。
ロニー・クレイトン・ブラックバーン・エンド・スタンド（The Ronnie Clayton Blackburn End）1990年完成の座席数8,000。ホームサポーター席設定されているゴール裏スタンドで2層構造。ブラックバーンの中心街がある方向に建っているためそれに由来。ローヴァーズサポーターにとってのメインスタンドとみなされている。
RFS リヴァーサイド・スタンド（The RFS Riverside Stand、 2007-08シーズンはFraser Eagle Stand、 過去にもスポンサー名を冠しCIS Riverside StandやWalkersteel Stand）以前建っていたスタンドは1985年に閉鎖され改修。1988年に完成(一部は1992年完成)したスタンドで座席数はおおよそで4,000。1層構造のバックスタンド。スポンサーボードとスタンドの間にスペースが空いており観客用通路となっている。ダーウェン・エンド側コーナーにはダクトロニクス製のモニターが設置されてある。過去にはソニージャンボトロンが設置されてあった。名称は、スタンド後方をダーウェン川が流れていることに由来。
ブライアン・ダグラス・ダーウェン・エンド・スタンド（The Bryan Douglas Darwen End Stand、 以前はスポンサー名を冠しThe WEC Group Darwen End Stand）現在のスタンドは1990年代完成で座席数8,000。アウェーサポーター席が設定されているゴール裏スタンドでブラックバーン・エンドと全く同じ造りの2層構造となっている。しかし、セキュリティ上の関係からか2階席が使用されない試合も多々ある。

## 入場者数

### 平均入場者数
- 2009-10: 25,428 (プレミアリーグ)
- 2008-09: 23,479 (プレミアリーグ)
- 2007-08: 23,944 (プレミアリーグ)
- 2006-07: 21,271 (プレミアリーグ)
- 2005-06: 21,015 (プレミアリーグ)
- 2004-05: 22,315 (プレミアリーグ)
- 2003-04: 24,376 (プレミアリーグ)
- 2002-03: 26,226 (プレミアリーグ)
- 2001-02: 25,976 (プレミアリーグ)

### 最多入場者数
- 62,522 (FAカップ 6回戦) ブラックバーン v ボルトン, 1929.3.02
- 30,895 (プレミアリーグ) ブラックバーン v リヴァプール, 1996.2.24